# Décès en février 1995
Décès
- 1991
- 1992
- 1993
- 1994
- 1995
- 1996
- 1997
- 1998
- 1999

Pour une information complémentaire, voir la page d'aide.

| Date       | Nom                     | Activités                                                  | Âge | Source |
| ---------- | ----------------------- | ---------------------------------------------------------- | --- | ------ |
| 2 février  | Donald Pleasence        | Acteur britannique.                                        | 75  |        |
| 2 février  | Fred Perry              | Joueur de tennis britannique.                              | 85  |        |
| 4 février  | Patricia Highsmith      | Écrivaine américaine.                                      | 74  |        |
| 4 février  | Roel Wiersma            | Footballeur international néerlandais.                     | 62  |        |
| 6 février  | Cyril Constantin        | Peintre français.                                          | 90  |        |
| 6 février  | Jacques Duntze          | Aviateur et résistant français.                            | 72  |        |
| 6 février  | Jeannette Kawas         | Protectrice hondurienne de l'environnement, assassinée.    | 49  |        |
| 8 février  | Kalpana Datta           | Activiste indienne.                                        | 81  | (en)   |
| 8 février  | Józef Maria Bocheński   | Philosophe polonais.                                       | 92  |        |
| 10 février | Jesús Garay             | Footballeur international espagnol.                        | 64  |        |
| 13 février | Alberto Burri           | Plasticien, peintre et sculpteur italien.                  | 79  |        |
| 15 février | Rachid Baba Ahmed       | Chanteur, musicien, compositeur et éditeur algérien.       | 48  |        |
| 15 février | Sergio Bertoni          | Footballeur international italien devenu entraîneur        | 79  |        |
| 18 février | Léon Louis Charles Roux | Peintre français.                                          | 95  |        |
| 20 février | Robert Bolt             | Dramaturge, scénariste, réalisateur et acteur britannique. | 70  |        |
| 22 février | Claude Joseph           | Acteur français.                                           | 68  |        |
| 22 février | Ed Flanders             | Acteur américain.                                          | 60  |        |
| 23 février | James Herriot           | Vétérinaire et écrivain britannique.                       | 78  |        |